# Divertimento 1889
Divertimento 1889 è un romanzo di Guido Morselli, scritto tra il 1970 e il 1971 e pubblicato postumo da Adelphi nel 1975, due anni dopo il suicidio dell'autore.
L'opera narra la temporanea evasione di Umberto I dai suoi doveri regali, che gli si manifestano come opprimente burocrazia, per un breve soggiorno in incognito in un paesino delle Alpi svizzere nell'estate del 1889. Durante il soggiorno il sovrano riscopre i piaceri della vita fra «caminiere, fioriere, corriere e vaporiere», e fra ministri, archiatri, ufficiali prestanti e dame gentili, in un'atmosfera da belle époque che, nelle parole dello stesso autore, «fa pensare a Meilhac e a Halévy» ma «senza, purtroppo, la musica-champagne di Offenbach».
Di lettura agevole e apparentemente scanzonata, ma non per questo lontana dal tema del disagio esistenziale che pervade tutta l'opera di Morselli, il romanzo è diviso in due parti. La prima, in sei capitoli, riprende nel titolo l'immagine hegeliana del Ventaglio dei possibili, simbolo di una libertà che nella realtà storica risulta compressa e costretta ma che rinasce nell'universo del divertimento letterario; la seconda, in dieci capitoli, si intitola Una coppia a mezzadria.

## Edizioni
- Divertimento 1889, Milano, Adelphi (collana Narrativa Contemporanea), 1975, pp. 192
- Divertimento 1889, Milano, Adelphi (collana Fabula), 1989, pp. 188
- Divertimento 1889, Milano, Bompiani (collana Tascabili), 1992, pp. 188